# Langold
Langold – wieś w Anglii, w hrabstwie Nottinghamshire, w dystrykcie Bassetlaw. Leży 48 km na północ od miasta Nottingham i 219 km na północ od Londynu. W 2001 miejscowość liczyła 2533 mieszkańców.